# Ouvertüre: Waldmeister
Ouvertüre: Waldmeister är en ouvertyr av Johann Strauss den yngre. Den spelades första gången den 4 december 1895 på Theater an der Wien i Wien.

## Historia
Den 8 december 1895 dirigerade Johann Strauss personligen det första konsertanta framförandet av ouvertyren till sin operett Waldmeister vid en av brodern Eduard Strauss välgörenhetskonserter med Capelle Strauss i Gyllene salen i Musikverein. Tidningen Illustriertes Extrablatt (9 december 1895) noterade att Strauss försök att få orkesterns uppmärksamhet genom att knacka på partituret med taktpinnen dränktes i publikens stormande applåder. Efter en "exemplariskt" genomförd spelning av ouvertyren återupptogs de öronbedövande applåderna. Tidningen skrev vidare att ouvertyrens struktur och uppbyggnad var enkel men högst effektiv: "Med sin gnistrande orkestrala ungdomlighet lyckades ouvertyren locka fram applåder". Det dominerande temat - med många variationer - är valsen från finalen till akt II, Trau, schau, wem! (op. 463), även känd som  Waldmeister-Walzer. Särskilt uppmärksammad blev en musikalisk idé där Strauss använde en inverterad arpeggio av de tre första tonerna i sin berömda vals An der schönen blauen Donau (op. 314) och komponerade en motsatt melodi för violinerna.
Inledningens Allegro bygger löst på idéer från operetten och leder vidare in till ett Andante i 3/4-takt. Därpå följer en Più moto, ma non troppo-passage hämtad från finalen (Nr. 14) till akt II, sjungen av ensemblen till orden "Hm, hm, hm, So in der Näh"'. En senare del av samma sektion (Nr. 14), först sjungen av Pauline till orden "Trau', schau', wem? Freundchen, sei auf der Hut!", följer härnäst. Med motiv från ensemblen (Nr. 10) och duetten (Nr. 11) mellan Botho och Freda med orden "Bin Dir van Herzen ergeben" fortsätter ouvertyren. I Allegretto ben moderato hörs en jaktinspirerad melodi i träblåsarna, vilken förebådar en sång från akt II (Nr. 10) sjungen av Botho till orden "Der Jäger nimmt, So wie's geziemt" (Strausss parodi av "Jägarkören" i Carl Maria von Webers opera Friskytten). Ytterligare ett valstempo länkar vidare till en repris av "Trau, schau, wem?", varpå ouvertyren återigen spelar huvudtemat fram till dess final.

## Om verket
Speltiden är ca 9 minuter och 5 sekunder plus minus några sekunder beroende på dirigentens musikaliska tolkning.

## Weblänkar
- Ouvertüre: Waldmeister i Naxos-utgåvan.